# Leszek Czarny
Leszek Czarny (ur. ok. 1241, zm. 30 września 1288) – książę sieradzki od 1261 roku, łęczycki od 1260 lub 1261 roku, książę inowrocławski w latach 1273–1278, krakowski i sandomierski od 1279 roku. Był przyrodnim starszym bratem Władysława Łokietka.

## Genealogia i dzieciństwo
Leszek Czarny był najstarszym synem z drugiego małżeństwa Kazimierza I kujawskiego i Konstancji wrocławskiej. Przydomek Czarny (Niger) występuje już w pochodzącej z początku XIV wieku Kronice Dzierzwy. W 1257 roku zmarła matka księcia, co wobec powtórnego ożenku księcia kujawskiego z księżniczką opolską Eufrozyną stało się rychło przyczyną konfliktów w rodzinie Leszka, tym bardziej że macocha miała zmierzać do odsunięcia od dziedziczenia po ojcu pasierbów: Leszka i młodszego Siemomysła. Część kronikarzy posunęło się nawet do oskarżenia trzeciej żony Kazimierza, Eufrozyny Opolskiej, o zamiary trucicielskie względem młodych książąt. Hipotezy tej nie można w żaden sposób potwierdzić.

Herb osobisty Leszka Czarnego

Wywód przodków
|  |                           |  |  |  |  |  |  |  |  |  |  |  |  |
|  | Kazimierz II Sprawiedliwy |  |  |  |  |  |  |  |  |  |  |  |  |
|  |                           |  |  |  |  |  |  |  |  |  |  |  |  |
|  |                           |  |  |  |  |  |  |  |  |  |  |  |  |
|  | Konrad I mazowiecki       |  |  |  |  |  |  |  |  |  |  |  |  |
|  |                           |  |  |  |  |  |  |  |  |  |  |  |  |
|  |                           |  |  |  |  |  |  |  |  |  |  |  |  |
|  | Helena znojemska          |  |  |  |  |  |  |  |  |  |  |  |  |
|  |                           |  |  |  |  |  |  |  |  |  |  |  |  |
|  |                           |  |  |  |  |  |  |  |  |  |  |  |  |
|  | Kazimierz I kujawski      |  |  |  |  |  |  |  |  |  |  |  |  |
|  |                           |  |  |  |  |  |  |  |  |  |  |  |  |
|  |                           |  |  |  |  |  |  |  |  |  |  |  |  |
|  | Światosław III Igorowicz  |  |  |  |  |  |  |  |  |  |  |  |  |
|  |                           |  |  |  |  |  |  |  |  |  |  |  |  |
|  |                           |  |  |  |  |  |  |  |  |  |  |  |  |
|  | Agafia Światosławówna     |  |  |  |  |  |  |  |  |  |  |  |  |
|  |                           |  |  |  |  |  |  |  |  |  |  |  |  |
|  |                           |  |  |  |  |  |  |  |  |  |  |  |  |
|  | Jarosława Rurykówna       |  |  |  |  |  |  |  |  |  |  |  |  |
|  |                           |  |  |  |  |  |  |  |  |  |  |  |  |
|  |                           |  |  |  |  |  |  |  |  |  |  |  |  |
|  | Leszek Czarny             |  |  |  |  |  |  |  |  |  |  |  |  |
|  |                           |  |  |  |  |  |  |  |  |  |  |  |  |
|  |                           |  |  |  |  |  |  |  |  |  |  |  |  |
|  | Jadwiga z Andechs         |  |  |  |  |  |  |  |  |  |  |  |  |
|  |                           |  |  |  |  |  |  |  |  |  |  |  |  |
|  |                           |  |  |  |  |  |  |  |  |  |  |  |  |
|  | Henryk II Pobożny         |  |  |  |  |  |  |  |  |  |  |  |  |
|  |                           |  |  |  |  |  |  |  |  |  |  |  |  |
|  |                           |  |  |  |  |  |  |  |  |  |  |  |  |
|  | Henryk I Brodaty          |  |  |  |  |  |  |  |  |  |  |  |  |
|  |                           |  |  |  |  |  |  |  |  |  |  |  |  |
|  |                           |  |  |  |  |  |  |  |  |  |  |  |  |
|  | Konstancja wrocławska     |  |  |  |  |  |  |  |  |  |  |  |  |
|  |                           |  |  |  |  |  |  |  |  |  |  |  |  |
|  |                           |  |  |  |  |  |  |  |  |  |  |  |  |
|  | Konstancja Węgierska      |  |  |  |  |  |  |  |  |  |  |  |  |
|  |                           |  |  |  |  |  |  |  |  |  |  |  |  |
|  |                           |  |  |  |  |  |  |  |  |  |  |  |  |
|  | Anna Przemyślidka         |  |  |  |  |  |  |  |  |  |  |  |  |
|  |                           |  |  |  |  |  |  |  |  |  |  |  |  |
|  |                           |  |  |  |  |  |  |  |  |  |  |  |  |
|  | Przemysł Ottokar I        |  |  |  |  |  |  |  |  |  |  |  |  |
|  |                           |  |  |  |  |  |  |  |  |  |  |  |  |
|  |                           |  |  |  |  |  |  |  |  |  |  |  |  |

## Bunt przeciw władzy ojcowskiej
Dwaj najstarsi Kazimierzowice przeciwko ojcu i macosze wystąpili w 1261 roku (czasami neguje się udział w buncie Siemomysła, lub w ogóle fakt wybuchu rokoszu). Bunt powiódł się, gdyż skorzystali oni z pomocy miejscowych możnych, niezadowolonych z awanturniczej polityki Kazimierza, oraz z zawiązanej kilka lat wcześniej koalicji antykujawskiej, składającej się z księcia krakowsko-sandomierskiego Bolesława Wstydliwego, księcia mazowieckiego Siemowita I i księcia wielkopolskiego Bolesława Pobożnego.
Ostatecznie Kazimierz został zmuszony do wydzielenia Leszkowi księstwa sieradzkiego.

## Leszek księciem sieradzkim

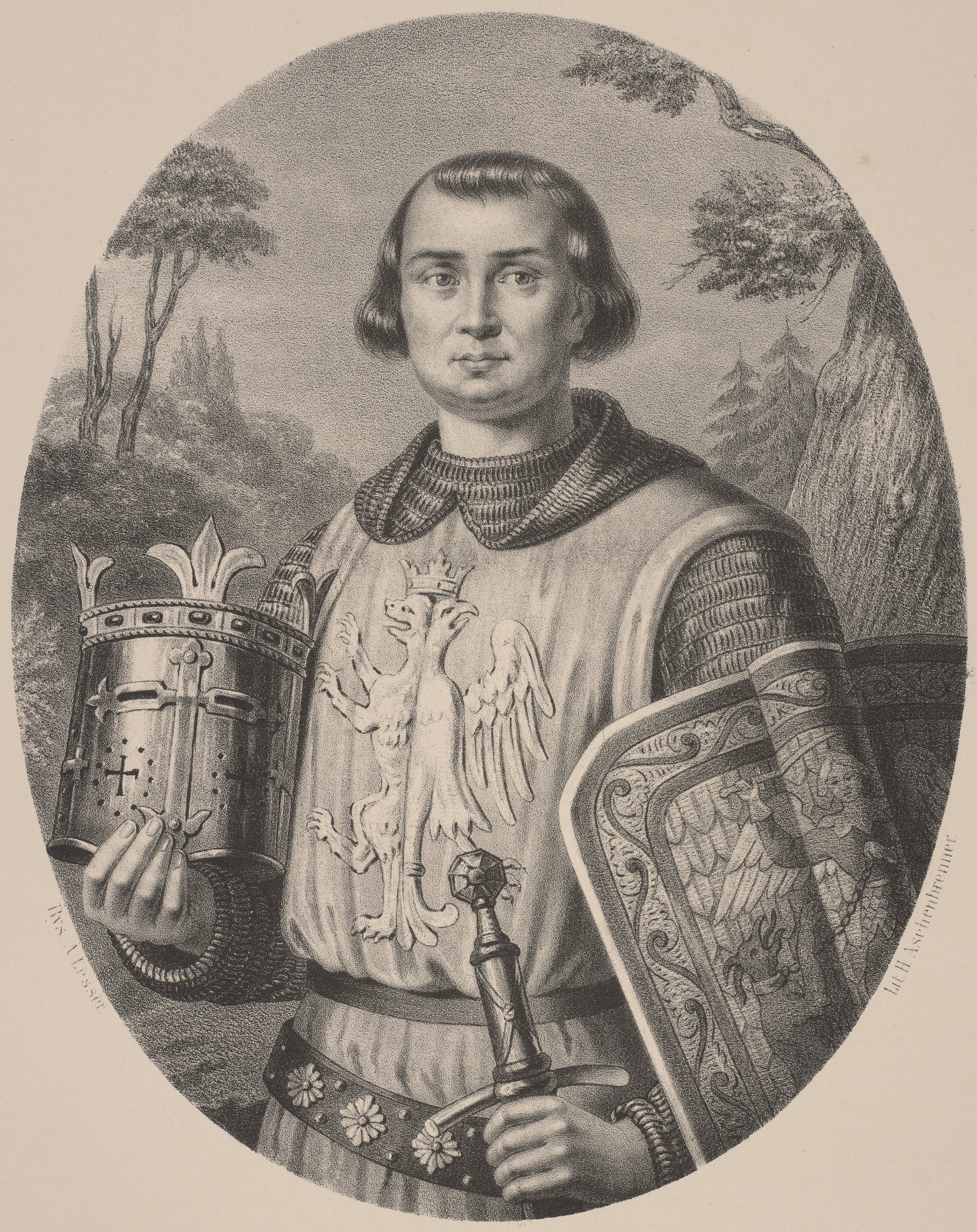
Leszek Czarny z wizerunków królów polskich autorstwa Aleksandra Lessera.

Okres w życiu Leszka, który możemy nazwać umownie sieradzkim, trwał w latach 1261–1279. Księstwo sieradzkie należało do słabiej zaludnionych ziem w kraju. Dopiero polityka osadnicza księcia, m.in. lokowanie szeregu miast (Nowa Brzeźnica, Lutomiersk, Wolbórz i Radomsko), sprowadzanie osadników i ścisła współpraca w tej mierze z Kościołem, zwłaszcza z biskupem kujawskim Wolimirem, powoli zmieniała obraz dzielnicy.

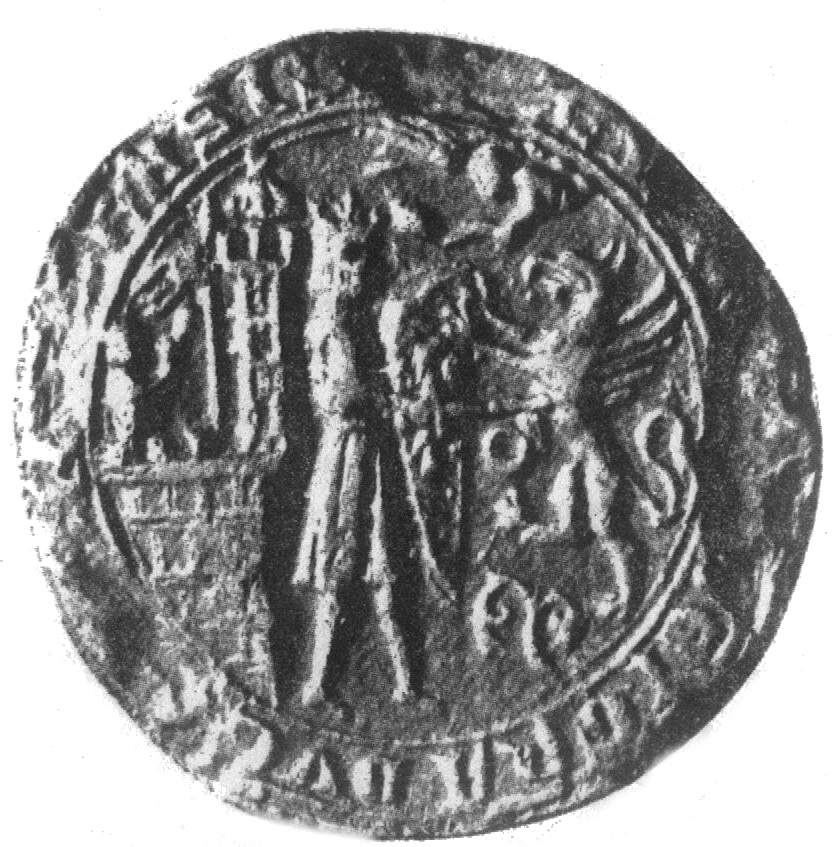
Pieczęć Leszka Czarnego według XIX wiecznego rysunku

W 1267 roku zmarł ojciec księcia, Kazimierz, zostawiając swoje księstwo do podziału między pięciu synów. Leszek jako najstarszy do posiadanego już Sieradza dołączył księstwo łęczyckie. Rok później w księstwie inowrocławskim wydzielonym Siemomysłowi wybuchł bunt możnych niezadowolonych z polityki proniemieckiej księcia. Wezwali oni na tron znanego wroga żywiołu niemieckiego, Bolesława Pobożnego. Książę wielkopolski na Kujawach Inowrocławskich rządził skutecznie przez pięć lat, kiedy zdano sobie wreszcie sprawę, że brakuje ku temu wszelkich podstaw prawnych. Ostatecznie Bolesław oddał władzę w księstwie Leszkowi Czarnemu i w ten sposób od 1273 roku najstarszy Kazimierzowic niespodziewanie został również księciem inowrocławskim. Stan ten utrzymał się do 1278 roku, kiedy na zjeździe w Lądzie 24 sierpnia Leszek zdecydował się dzięki mediacji Przemysła II Wielkopolskiego oddać księstwo bratu.

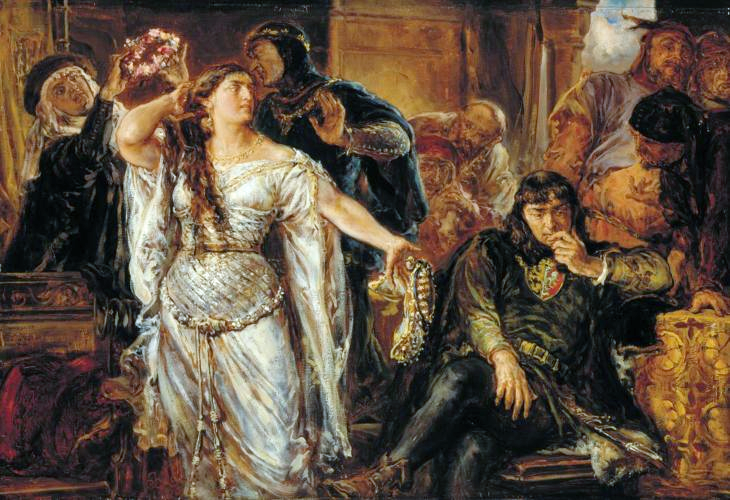
Spór małżeński Gryfiny z Leszkiem Czarnym, obraz Jana Matejki

## Współpraca z Bolesławem Wstydliwym. Sprawa usynowienia i ślub z Gryfiną
Usamodzielnienie się w 1261 roku Leszka Czarnego w Sieradzu zaowocowało bardzo szybko nawiązaniem dobrych stosunków z władcą sąsiedniej dzielnicy krakowskiej – Bolesławem V Wstydliwym. Po raz pierwszy obu książąt widzimy razem już w 1260 roku, przy okazji wyprawy przeciwko Czechom, będącej częścią szerszej akcji podczas wojny węgiersko-czeskiej o spadek po austriackich Babenbergach. Udział Leszka w wojnie przeciwko Przemyślidom i ich sojusznikom (chodzi o Henryka IV Probusa i Władysława opolskiego) widzimy również w latach późniejszych, ze szczególnym nasileniem na początku lat siedemdziesiątych (lata 1271–1273).
Zgodna współpraca bezdzietnego Bolesława z Leszkiem spowodowała wskazanie tego ostatniego na spodziewanego dziedzica w księstwie krakowsko-sandomierskim. Dokument podobnej treści został wydany w 1265 roku i osiem lat później stał się nieomal przyczyną utraty przez Bolesława Wstydliwego tronu krakowskiego. Powodem wybuchłego wówczas buntu części panów krakowskich był fakt wybrania na następcę właśnie Leszka Czarnego, znanego już ze swojej bezkompromisowej polityki wobec możnowładców w ziemi sieradzkiej. Część historyków odrzuca taką wykładnię wydarzeń podanych dopiero przez Jana Długosza, uważając wystąpienie możnych za pewnik, ale z innych powodów. W każdym razie wstrząs wywołany buntem był na tyle silny, że Bolesław musiał wydać zgodę na oddanie wezwanemu przez rebeliantów Władysławowi Opolskiemu część księstwa krakowskiego przylegającego do Śląska, a sięgającego aż po rzekę Skawinkę.

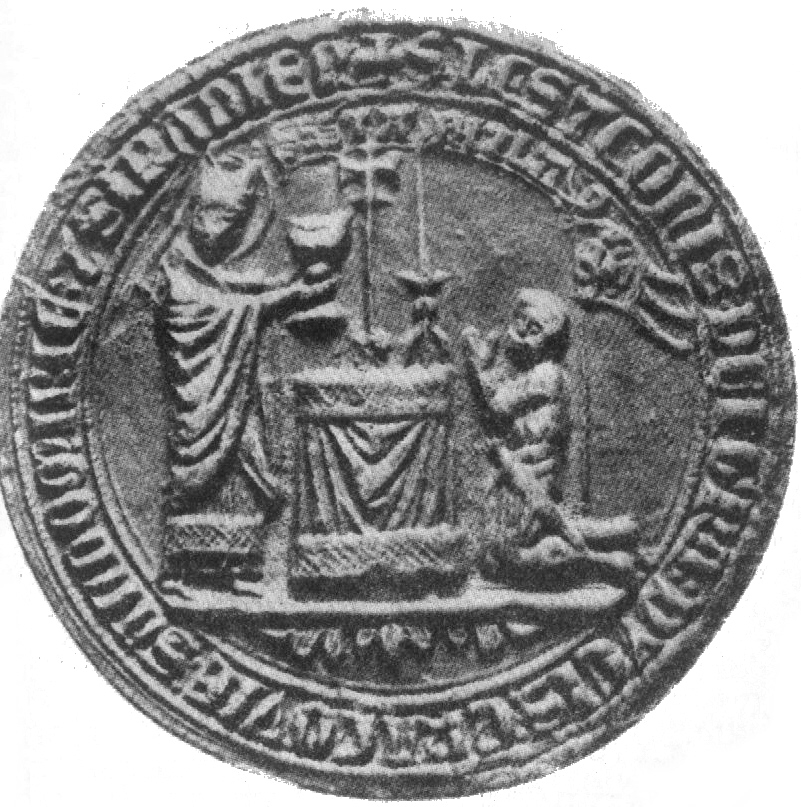
Pieczęć Leszka Czarnego według rysunku z XIX wieku

W 1265 roku Leszek Czarny poślubił córkę Rościsława, bana Slawonii i Maczwy – Gryfinę. Małżeństwo nie było udane. W 1271 roku na dworze krakowskim doszło do skandalu obyczajowego, kiedy księżna publicznie ogłosiła, że mąż jest impotentem. Do pogodzenia małżonków doszło dopiero cztery lata później na skutek interwencji Bolesława Wstydliwego. Leszek zdecydował się wówczas na leczenie u znanego lekarza Mikołaja z Polski. Za jego radą książę spożywał żaby i węże, z powodu czego – jak informuje Rocznik Traski – „popadł u narodu w wielką obrzydliwość”. Takie poświęcenie zdało się na nic, potomstwa Gryfina się bowiem nie doczekała.

## Leszek Czarny księciem krakowsko-sandomierskim. Wojny z Rusią, Litwą i Jaćwieżą
7 grudnia 1279 roku zmarł Bolesław V Wstydliwy. Zgodnie z jego wolą księstwo krakowskie i sandomierskie przypadło Leszkowi Czarnemu. Przejęcie władzy odbyło się bez wstrząsów, chociaż Leszek musiał prawdopodobnie wyrazić zgodę na formalną elekcję na tron krakowski. Nie oznaczało to bynajmniej, że Kazimierzowicowi przyszło panować w spokoju. Niebawem pojawił się bowiem niespodziewanie nowy kandydat do spadku po Bolesławie – książę halicki Lew Daniłowicz (niektórzy historycy kwestionują fakt kandydowania Lwa na stanowisko księcia krakowskiego, twierdząc, że była to zwykła wyprawa łupieska). Książę halicki korzystając z pomocy Litwinów, Tatarów i niektórych księstw ruskich, w lutym 1280 roku wtargnął na tereny Lubelszczyzny, by następnie przeprawić się przez Wisłę i oblec Sandomierz. Oblężonym udało się przetrwać zagrożenie, dając Leszkowi czas na zebranie sił wystarczających do odparcia najazdu. Do ostatecznej rozprawy doszło 23 lutego pod Goźlicami (właściwe dowództwo objęli: Piotr, wojewoda krakowski, oraz Janusz, wojewoda sandomierski), gdzie wojska Lwa Halickiego zmuszono do ucieczki. Jeszcze w tym samym roku Leszek wybrał się na wyprawę odwetową, paląc i niszcząc tereny przygraniczne aż pod Lwów.
W roku następnym Leszek podjął nowy wysiłek zbrojny, atakując posiadłości księcia wrocławskiego Henryka IV Probusa. Stało się to w odpowiedzi na uwięzienie na zjeździe w Baryczy przez dolnośląskiego Piasta, sprzymierzonego z Leszkiem Przemysła II. Wyprawa ta, poza znacznymi łupami wojennymi, nie przyniosła jednak spodziewanego rezultatu.

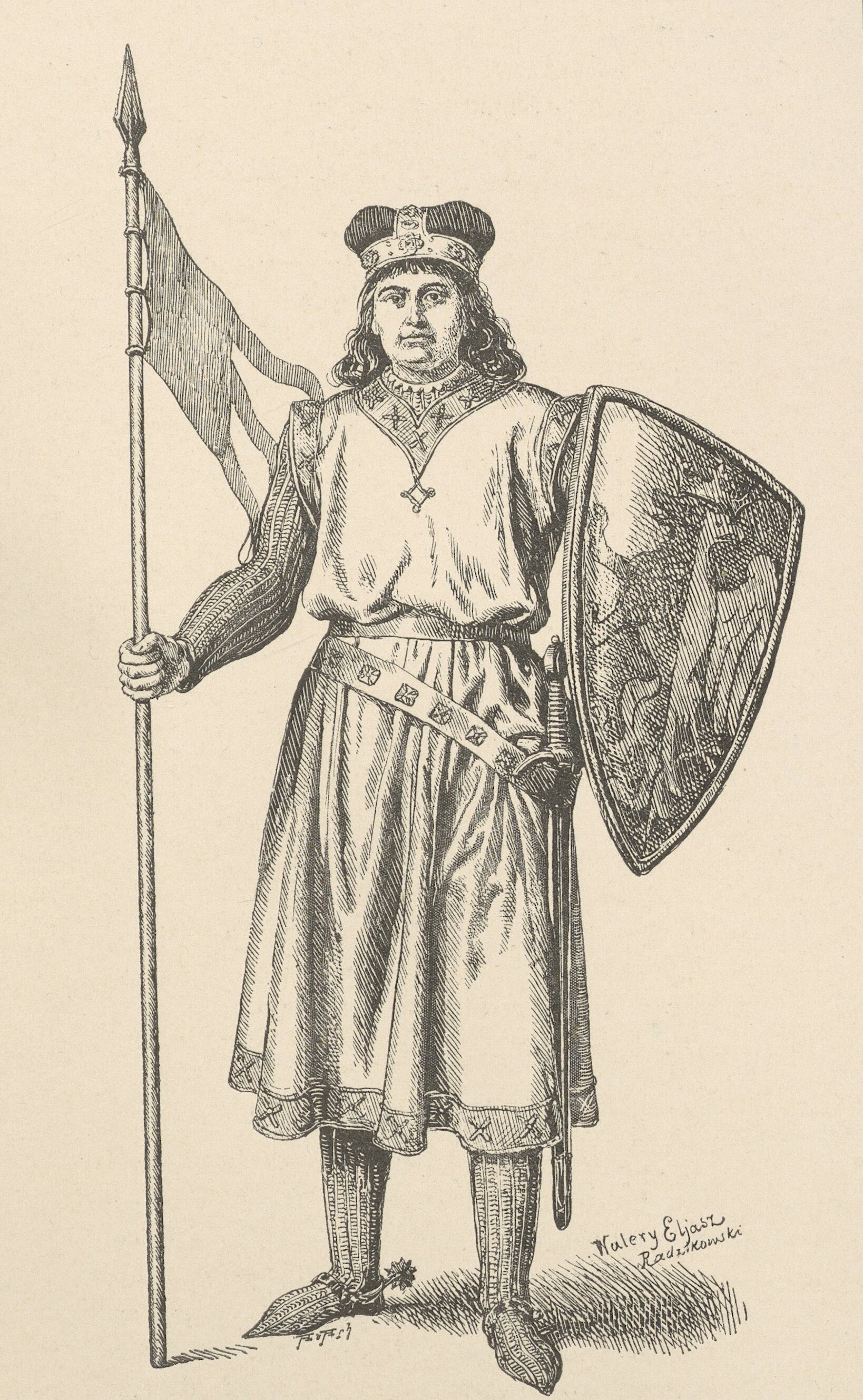
Leszek Czarny, grafika w.Eljasza Radzikowskiego

Także kolejne lata nie należały do spokojnych. W 1282 roku na ziemię lubelską napadli bałtyccy Jaćwingowie, dotkliwie ją pustosząc.Udało się ich zatrzymać, dzięki zwycięstwu pod Łopiennikiem. Leszek, przezwyciężając zaskoczenie, ruszył za najeźdźcami w pogoń i gdzieś za Narwią udało mu się dopędzić napastników i zniszczyć ich całkowicie w krwawej bitwie. Rzeź wojowników jaćwieskich, jaka się wówczas rozegrała, skutecznie zniszczyła siłę bojową tego bitnego plemienia. Klęska Jaćwingów rok później spowodowała odwetowy najazd litewski. Również i wtedy Leszek stanął na wysokości zadania, zadając napastnikom klęskę w bitwie pod Rowinami.

## Konflikt z biskupem krakowskim, Pawłem z Przemankowa
Pomimo wszystkich zwycięstw militarnych, pozycja Leszka Czarnego w księstwie krakowsko-sandomierskim nie była zbyt mocna. Niemal przez cały okres swoich rządów musiał zmagać się z opozycją wewnętrzną. Do jego czołowych przeciwników należeli biskup krakowski Paweł z Przemankowa, wojewoda sandomierski Janusz Starża oraz ród Starżów-Toporczyków. Spór z Pawłem z Przemankowa rozpoczął się u progu lat osiemdziesiątych, kiedy Leszek odmówił zatwierdzenia szerokich uprawnień immunitetowych biskupa. Nie bez znaczenia był tutaj również konflikt z wdową po Bolesławie Wstydliwym, świętą Kingą, o zapisaną jej w testamencie przez męża oprawę wdowią, tj. Sądecczyznę, która jako kraina niezwykle ważna strategicznie (droga w kierunku Węgier) była zdaniem Leszka zbyt cenna, by oddać ją byłej księżnie krakowskiej (innym motywem mogła być chęć zapisania Sądecczyzny małżonce Leszka, Gryfinie). Na przełomie 1282/1283 roku zatarg wszedł w najbardziej dramatyczny etap, kiedy biskup został uwięziony na zjeździe możnych w Łagowie i przewieziony do Sieradza. Paweł odzyskał wolność dopiero na skutek zgodnej interwencji polskiego Kościoła. Ostateczną ugodę z biskupem Leszek Czarny podpisał jednak dopiero 30 listopada 1286 roku, kiedy to książę zobowiązał się zapłacić Pawłowi 3000 grzywien odszkodowania za poniesione szkody oraz zwrócić mu wszystkie dobra i uznać uprawnienia immunitetowe.

## Bunty rycerstwa w 1282 i 1285 roku

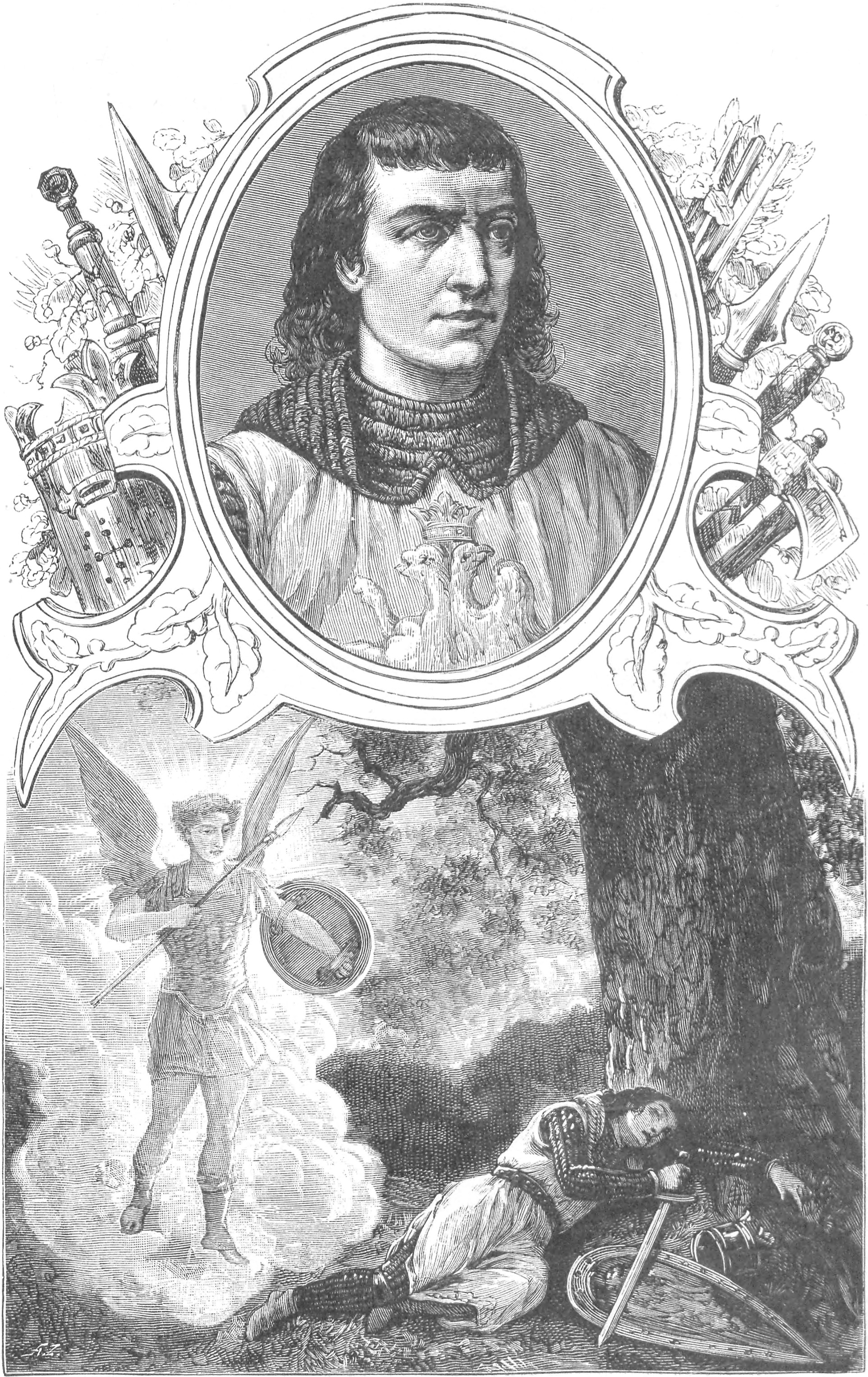
Leszek Czarny w cyklu Wizerunki książąt i królów polskich Ksawerego Pillatiego z 1888.

Z rządów Leszka Czarnego nie było również zadowolone rycerstwo, co może dziwić z uwagi na liczne i szczęśliwą ręką prowadzone wyprawy zbrojne. Do pierwszego wybuchu niezadowolenia rycerstwa doszło już w 1282 roku, kiedy wojewoda sandomierski Janusz Starża, wykorzystując zaangażowanie Leszka na innych frontach, wydał grody w Sandomierzu i Radomiu księciu czerskiemu Konradowi II. Bunt ten (jeżeli w ogóle miał miejsce, gdyż pierwszy informację o nim podał dopiero Jan Długosz, a wojewoda pomimo tej zdrady pozostał w dalszym ciągu na urzędzie) został stłumiony w zarodku.
Do poważniejszego wystąpienia doszło trzy lata później, kiedy to w kwietniu zbrojnie przeciwko księciu wystąpili wojewoda sandomierski Otto Toporczyk, kasztelan krakowski Janusz (były wojewoda) oraz wojewoda krakowski Żegota. Bunt całkowicie zaskoczył Leszka, który nie będąc nikogo pewnym, ewakuował się do zaprzyjaźnionych Węgier. Na szczęście dla Leszka kandydat na tron, wysunięty przez rebeliantów Konrad czerski, działał niezwykle ospale i nie zdołał zająć grodu wawelskiego, bronionego przez wiernych księciu mieszczan krakowskich. 3 maja 1285 roku doszło do decydującego starcia w bitwie nad Rabą, gdzie Leszek Czarny dzięki pomocy węgierskiej odniósł świetne zwycięstwo, zmuszając przeciwników politycznych do opuszczenia kraju. Pokonanie opozycji umożliwiło Leszkowi prowadzenie nowej polityki kadrowej, dzięki czemu pod koniec panowania rządy księcia krakowskiego były bardziej stabilne.

## Trzecia wyprawa Tatarów na Polskę
Na przełomie 1287 i 1288 doszło do III najazdu Tatarów na Małopolskę pod wodzą Talebogi i Nogaja. Siła militarna przeciwników, wsparta wojskiem księstw ruskich, była zbyt wielka, by stawić im czoła w polu, w związku z czym rycerstwo i ludność schronili się w obwarowanych grodach. Leszek Czarny wyruszył do Węgier z prośbą o pomoc. Tym razem Małopolska była lepiej przygotowana, niż podczas dwóch poprzednich najazdów tatarskich – większość umocnionych grodów z Krakowem i Sandomierzem na czele udało się obronić. Zniszczenia Małopolski były jednak dość znaczne.

## Sprawa pierwszej koalicji piastowskiej i dążenie do zjednoczenia kraju
Istnieją przypuszczenia, że Leszek Czarny zainicjował proces zjednoczenia kraju. Według teorii tzw. „pierwszej koalicji piastowskiej”, wysuniętej przez lwowskiego profesora Oswalda Balzera, czterej książęta: Leszek, Henryk IV Probus, Przemysł II i Henryk III Głogowczyk mieli się około 1287 roku umówić w sprawie kolejności dziedziczenia Małopolski (tzn. według starszeństwa). Hipotezę tę w świetle dzisiejszego stanu wiedzy należy jednak obalić, na skutek złych stosunków łączących w tym okresie Leszka Czarnego i Przemysła II Wielkopolskiego z Henrykiem IV Prawym. Z drugiej strony również na dworze Leszka Czarnego dały się zauważyć tendencje zjednoczeniowe, o czym może świadczyć dobrze rozwijający się kult świętego Stanisława.

## Śmierć i sytuacja polityczna z tego wynikła
Leszek Czarny zmarł bezpotomnie 30 września 1288 roku w Krakowie. Został pochowany w tutejszym kościele dominikańskim św. Trójcy. Małopolska po jego śmierci stała się widownią krwawych zapasów kilku Piastowiczów. Zwycięsko ze starcia wyszedł ostatecznie w 1292 roku ktoś zupełnie obcy – władca czeski z dynastii Przemyślidów, Wacław II. Nie mając podstaw prawnych do panowania w dzielnicy małopolskiej, Wacław II wystarał się o dokument od byłej księżny krakowskiej, wdowy po Leszku, Gryfiny (zm. 1309), wówczas księżny sądeckiej (którą to ziemię otrzymała jako oprawę wdowią), w którym scedowała na rzecz władcy czeskiego wszelkie swoje wątpliwe zresztą uprawnienia.
Leszkowi Czarnemu poświęcone jest łacińskie epitafium Migravit Baro, prawdopodobnie z końca XIII w., znane z Rocznika świętokrzyskiego (nowego).

## Fundacje
- Kościół św. Michała Archanioła w Lublinie
- Kościół Podwyższenia Krzyża Świętego w Radomsku